# Râle de Forbes
Rallicula forbesi
Espèce
Statut de conservation UICN

 LC  : Préoccupation mineure
Le Râle de Forbes (Rallicula forbesi) est une espèce d'oiseaux de la famille des Rallidae.

## Répartition
Cet oiseau vit à travers les zones montagneuses de Nouvelle-Guinée.